# Ogoué Marítimo
Ogoué Marítimo (em francês: Ogooué-Maritime) é uma província do Gabão, cuja capital é a cidade de Port-Gentil. Sua população projetada para 2006, a partir do último censo realizado em 1993, é de aproximadamente 138.000 habitantes.	

## Departamentos
Lista dos departamentos da província com as respectivas capitais entre parênteses:
|  | - Bendjé (Port-Gentil) - Étimboué (Omboué) - Ndougou (Gamba) |